# Poggio San Lorenzo
Poggio San Lorenzo es una localidad italiana de la provincia de Rieti, región de Lacio, con 588 habitantes.

## Evolución demográfica
| Gráfica de evolución demográfica de Poggio San Lorenzo entre 1861 y 2001 |
|                                                                          |
| Fuente ISTAT - Elaboración gráfica por parte de Wikipedia                |